# Jens Dietrich (Politiker)

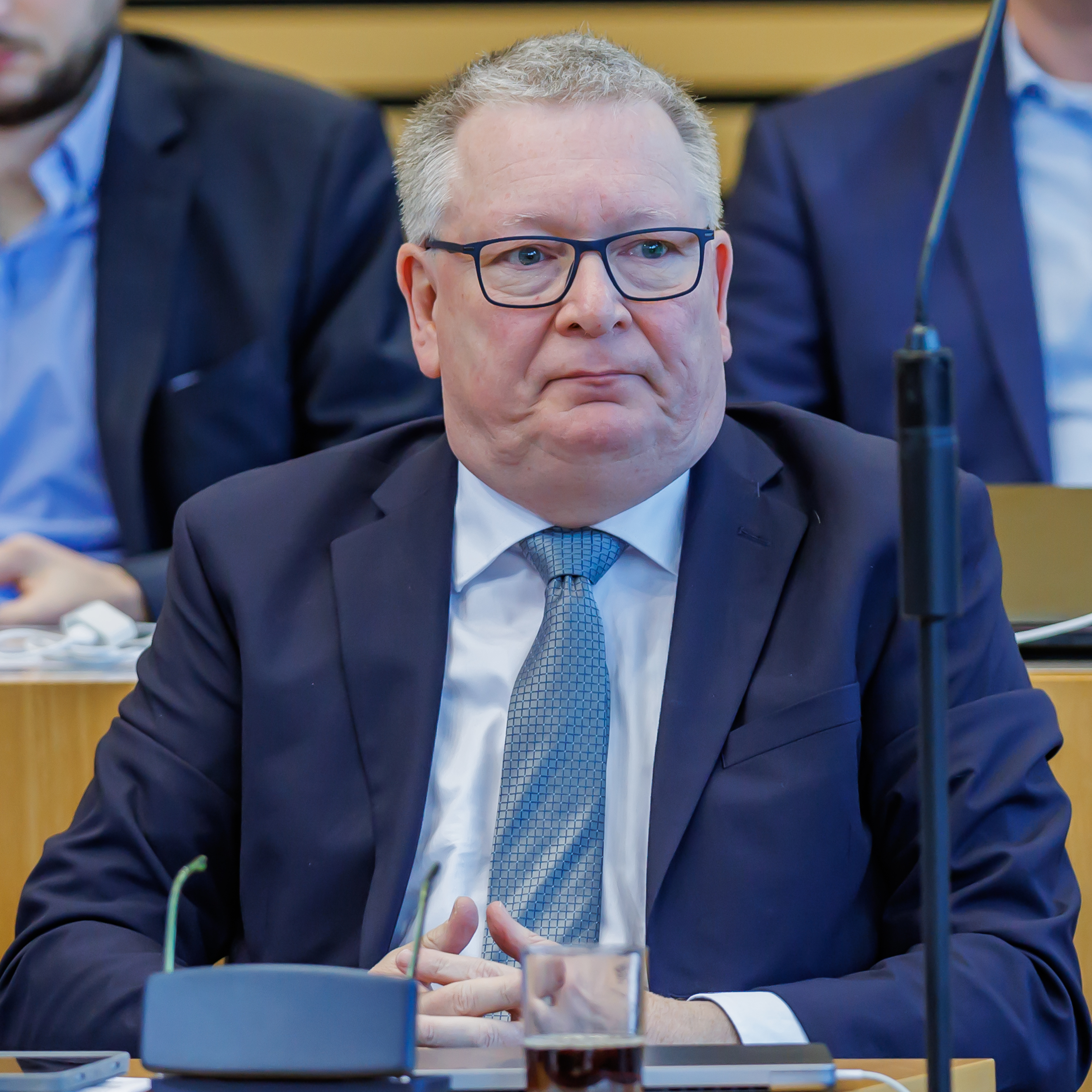
Dietrich (2024)

Jens Dietrich (* 7. Juli 1965 in Berlin-Charlottenburg) ist ein deutscher Politiker (AfD). Seit 2023 ist er Abgeordneter im Thüringer Landtag.

## Leben
Dietrich legte die Mittlere Reife in Pattensen ab. Anschließend absolvierte er in Hannover eine Ausbildung zum chemisch-technischen Assistenten, die er 1983 abschloss. 1984 legte er das Fachabitur in Hannover ab. Daraufhin studierte er Chemie an der Universität Siegen und schloss das Studium 1993 mit dem Diplom ab. Während seines Studiums war er als EDV-Systemberater selbstständig tätig. Er wurde 2009 im Fach Chemie an der Justus-Liebig-Universität Gießen zum Doktor der Naturwissenschaften promoviert. Seit 2000 ist er als Mitunternehmer und Prokurist im Bereich des internationalen IT-Großhandels tätig, seit 2002 als Geschäftsführer. Von 2018 bis 2023 war er zudem in Teilzeit als wissenschaftlicher Mitarbeiter des Bundestagsabgeordneten Stephan Brandner tätig.
Dietrich ist evangelisch, verheiratet und hat zwei Söhne. Er lebt seit 2007 in Ilmenau. Er ist seit seinem Studium Mitglied der Burschenschaft Sigambria et Alemannia zu Siegen und war zeitweilig Vorsitzender des Altherrenvereins.

## Politik
Dietrich war jahrzehntelang Mitglied der CDU. 2013 war er Gründungsmitglied der AfD Thüringen. Seither gehört er der AfD an. Seit 2019 ist er Mitglied und AfD-Fraktionsvorsitzender im Kreistag des Ilm-Kreises und im Stadtrat von Ilmenau. 2024 kandidierte Dietrich bei der Oberbürgermeisterwahl in Ilmenau, unterlag jedoch Amtsinhaber Daniel Schultheiß.
Dietrich kandidierte bei der Bundestagswahl 2013 im Bundestagswahlkreis Gotha – Ilm-Kreis, verpasste jedoch den Einzug in den Bundestag.
Bei der Landtagswahl in Thüringen 2019 kandidierte er im Wahlkreis Ilm-Kreis I und auf Platz 23 der Landesliste seiner Partei, verpasste jedoch zunächst den Einzug in den Landtag. Er rückte jedoch im Juli 2023 für Robert Sesselmann in den Landtag nach. Bei der Landtagswahl in Thüringen 2024 zog er über die Landesliste erneut in den Landtag ein.
Dietrich ist Vertreter der AfD im Rundfunkrat des Mitteldeutschen Rundfunks.